# Biechów (powiat ostrowiecki)
Biechów – wieś w Polsce, położona w województwie świętokrzyskim, w powiecie ostrowieckim, w gminie Kunów.
| SIMC    | Nazwa           | Rodzaj     |
| ------- | --------------- | ---------- |
| 0246965 | Biechów-Kolonie | część wsi  |
| 0246971 | Parcela         | część wsi  |
| 0246988 | Stara Wieś      | przysiółek |

W latach 1975–1998 miejscowość należała administracyjnie do województwa kieleckiego.